# Bastilla fulvotaenia
Bastilla fulvotaenia là một loài bướm đêm thuộc họ Erebidae. Nó được tìm thấy ở tiểu vùng Ấn Độ và Đài Loan tới Lombok, Seram và Buru.
Ấu trùng ăn các loài Glochidion.